# بوبي رودريغيز
بوبي رودريغيز (بالإنجليزية: Bobby Rodriguez)‏ (1944 - ) هو ملاكم أمريكي، صنّف ضمن فئة وزن الريشة السوبر ‏.

## روابط خارجية
- بوبي رودريغيز على موقع بوكس ريك (الإنجليزية) (registration required)